# Opistomastigomicots
Els opistomastigomicots (Opisthomastigomycota) són un antic el grup dels fongs veritables primitius, avui en desús. Cridats comunament quitridis o fongs flagel·lats, també se'ls ha donat els noms Ciliofungi, Archimycetes o Zoosporiphera.
Es caracteritzen per ser fongs simples, generalment aquàtics, que es reprodueixen mitjançant zoòspores (espores flagel·lades), tal com ho descriuen etimològicament la majoria de les denominacions esmentades. És un grup parafilétic dels fongs veritables que anteriorment s'incloïa en el tàxon obsolet Mastigomycota o Phycomycetes, el qual era polifilètic doncs incloïa a protists fungoides amb fases flagel·lades.

## Característiques

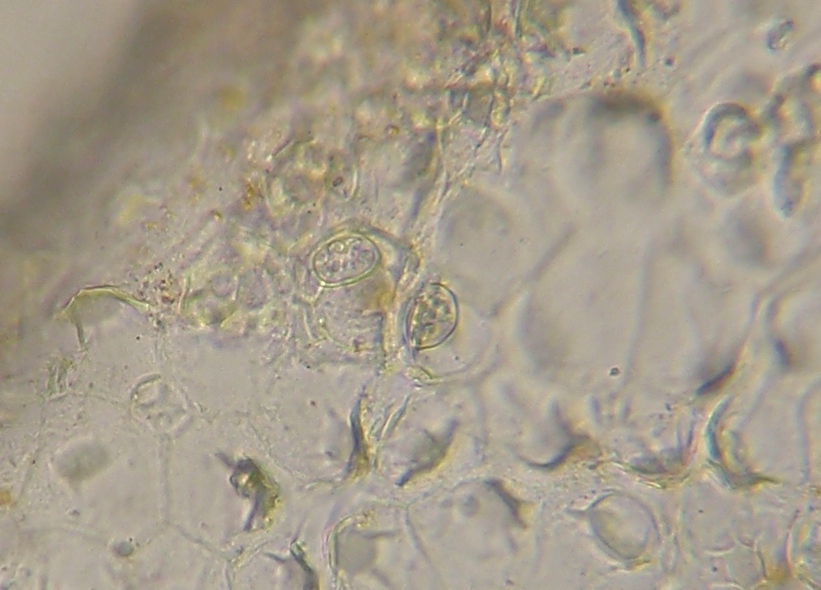
Quitridis.

- Són heteròtrofs-osmótrofs d'hàbitat aquàtic principalment, també es troben en el sòl i en ocasions en plantes i animals.
- Tenen reproducció asexual o amb alternança de generacions amb una fase sexual.
- Com els altres fongs són aerobis, amb l'excepció de Neocallimastigales, els quals són anaerobis per adaptació a l'ambient anòxic intestinal d'animals, posseint hidrogenosomas en lloc de mitocondris.
- Són multicel·lulars, amb hifes ramificades i micelis simples, alguns són unicel·lulars. El tal és cenòcit esferoïdal.
- Parets de quitina, de vegades també cel·lulosa.[3]